# Bonneville (Marskrater)
Der Bonneville-Krater [ˈbɔnəvɪl –] ist ein Einschlagskrater auf dem Mars mit 200 m Durchmesser. Er befindet sich innerhalb des 150 km messenden Kraters Gusev.
Bonneville wurde 2004 von dem Erkundungsfahrzeug Spirit angefahren, wobei einzigartige Bilder vom Rover zur Erde geschickt wurden. Die Wissenschaftler erhofften sich, dass dieser Marskrater tief genug sei, dass man auf dessen inneren Boden Grundgestein vorfinden könnte. Jedoch wurde diese Hoffnung mit den ersten Bildern aus dem Inneren zerschlagen. Der Krater enthielt nichts weiter als dieselben Gesteine wie außerhalb des Kraters. So bewegte man den Rover Spirit weiter gen Osten zu den Columbia-Hills. Der Ort, an dem Spirit seine Stellung am Krater bezog, wurde als The Hole Point bezeichnet.
Im Übersichtsfoto sind die Positionen des Rovers Spirit, seines Landers, des Fallschirms (Parachute), des Hitzeschildes (Heat Shield Impact), des hinteren Hitzeschildes (Backshell) und der hinterlassenen Fahrspur (Track) markiert.
Der Rover fotografierte auf der ihm gegenüberliegenden Seite Bonnevilles den Hitzeschild, den die Landesonde nach ihrem Eintritt in die Marsatmosphäre absprengte. Das helle weiß-blaue Leuchten des Schildes stach in der ansonsten komplett orange-roten Umgebung besonders hervor.
Benannt ist der Krater nach dem Lake Bonneville, einem prähistorischen See im US-Bundesstaat Utah. Viele Krater in der näheren Umgebung Bonnevilles wurden ebenfalls nach verschiedenen Gewässern benannt. So liegen nördlichen von ihm Vanda (≈100 m, nach einem eisbedeckten See in der Antarktis), Baikal (~100 m, nach dem Baikalsee in Russland), Turkana (≈150 m, nach dem Turkana-See im Ostafrikanischen Graben) und Huron (≈200 m, nach dem Huronsee in Nordamerika) und westlich von ihm Missoula (nach dem Gletschersee Lake Missoula in den Rocky Mountains) und Lahontan (nach dem prähistorischen Lake Lahontan, der in Kalifornien und Nevada lag), die letzten beiden wurden von Spirit besucht.
Die Bezeichnung des Kraters ist bislang nicht durch die Internationale Astronomische Union bestätigt worden, der Krater erscheint daher nicht in den offiziellen Listen und Datenbanken.